# Carlos Basadre Forero
Carlos Basadre Forero (Tacna, 9 de julio de 1859 - Tacna, 7 de mayo de 1909) fue un ingeniero y político peruano. Luchó en la defensa de Lima de 1881. Fue además senador por Tacna y ministro de Fomento y Obras Públicas del gobierno de Eduardo López de Romaña (1899).

## Biografía
Fue hijo de Carlos Basadre Izarnótegui y Concepción Forero y Ara. Se trasladó a Chile donde cursó estudios en el Colegio de los Sagrados Corazones de Valparaíso y empezó los de Ingeniería en el Instituto Nacional de Santiago de Chile, pero al estallar la Guerra del Pacífico en 1879 retornó al Perú y se estableció en Lima. Allí ingresó a la Escuela Nacional de Ingenieros, fundada años antes. 
Ante la inminente invasión chilena, colaboró en la defensa de Lima incorporándose a la reserva y asistiendo en la construcción de los reductos que defendían la capital. Como subteniente de la cuarta compañía de ingenieros y bajo el mando del capitán Ricardo Rey y Basadre, peleó en las batallas de San Juan y en Miraflores (1881).
Ocupada Lima por las tropas chilenas, continuó sus estudios de ingeniería. Se sumó a la resistencia de la sierra encabezada por el general Andrés A. Cáceres y se vio comprometido en las subsiguientes luchas civiles. Su título de Ingeniero de Minas lo obtuvo en 1888, decidiendo entonces retornar a su ciudad natal para ejercer su profesión.
Volvió a la capital al ser elegido senador por Tacna en 1897. Al inaugurarse el gobierno del presidente Eduardo López de Romaña (que era ingeniero como él) fue nombrado ministro de Fomento, cargo que ejerció de 8 de septiembre a 14 de diciembre de 1899. Culminado su periodo legislativo en 1902, retornó a su ciudad natal. 
Casado con Olga Grohmann Butler, dama de ascendencia alemana, fue padre de siete hijos, entre ellos, Jorge Basadre Grohmann, nacido en 1903, que se convertiría en uno de los grandes historiadores del Perú. Falleció en la mañana del 7 de mayo de 1909 a los 49 años de una afección cardiaca en la ciudad de Tacna, durante la ocupación chilena.